# Anja Osei
Anja Osei (* 1977) ist eine deutsche Politikwissenschaftlerin. Sie ist Universitätsprofessorin im Bereich Vergleichende Politikwissenschaft mit dem Schwerpunkt Politik und Gesellschaft in Afrika am Otto-Suhr-Institut (OSI) der Freien Universität Berlin. Ihre Forschung konzentriert sich auf politische Institutionen, Demokratisierung und politische Eliten in afrikanischen Staaten.

## Leben
Anja Osei studierte Afrikawissenschaften, Soziologie und Arabistik in Leipzig und wurde 2010 an der Universität Leipzig im Fach Afrikanistik mit einer vergleichenden Arbeit zur Partei-Wähler-Bindungen in Ghana und Senegal promoviert. Von 2010 bis 2018 war Osei als Postdoc an der Universität Konstanz am Lehrstuhl für Internationale Beziehungen und Konfliktmanagement tätig, wo sie 2017 auch habilitierte.
Ab 2018 leitete Osei an der Universität Konstanz das Forschungsprojekt Do Legislatures Enhances Democracy in Africa? DLEDA, welches durch den Europäischen Forschungsrat (ERC) gefördert wurde. Das Projekt untersuchte die Rolle von Parlamenten in verschiedenen politischen Regimen auf dem afrikanischen Kontinent, unter anderem in Benin, Botswana, Kamerun, Gabun, Tansania, Togo und Uganda.
Seit Oktober 2022 ist Osei Universitätsprofessorin an der Freien Universität Berlin, wo sie den Lehrstuhl Vergleichende Politikwissenschaft mit dem Schwerpunkt Politik und Gesellschaft in Afrika am Otto-Suhr-Institut für Politikwissenschaft leitet. In ihrer Forschung beschäftigt sich Osei vor allem mit Demokratisierung, elektoralen Autokratien und der Rolle von Eliten in afrikanischer Politik.

## Veröffentlichungen (Auswahl)
- Party-Voter Linkage in Ghana and Senegal: A Comparative Perspective. VS-Verlag. Wiesbaden 2012; zugl.: Univ., Diss., Leipzig 2011.
- Political Parties in Ghana: Agents of Democracy? In: Journal of Contemporary African Studies, 31(4) (2013), S. 543–563.
- Elites and Democracy in Ghana: A Social Network Approach. In: African Affairs, 114(457) (2015), S. 529–554.
- Formal Party Organisation and Informal Relations in African Parties: Evidence from Ghana. In: The Journal of Modern African Studies, 54(1) (2016), S. 37–66.
- Mit Hervé Akinocho et al.: Presidential Term Limits and Regime Types: When Do Leaders Respect Constitutional Norms? In: Africa Spectrum, 2020, 55(3), S. 251–271.
- Post-conflict Democratization in Sierra Leone: The Role of the Parliament. In: Journal of Legislative Studies, 27(1) (2021), S. 112–135.
- Personal Power in Africa: Legislative Networks and Executive Appointments in Ghana, Togo, and Gabon. In: Government and Opposition (2022)
- Mit Elisabeht Bruhn: Tanzania under Magufuli: The Personalization of a Party-Based Regime. In: Democratization (2023), online first.
- Mit Matthew Sabbi et al: Minding the Local Slot: Municipalities as Drivers of Trust in Public Institutions. In: Canadian Journal of African Studies / Revue Canadienne des Études Africaines, 58(2) (2024), S. 301–325.